# Staurikosaurus
Staurikosaurus („Ještěr Jižního kříže“) je rod archaického dinosaura z období svrchního triasu Brazílie (stupeň karn, asi před 233 miliony let). Byl objeven a popsán na základě fosilií objevených v sedimentech souvrství Santa Maria ve státě Rio Grande do Sul roku 1970 americkým paleontologem Edwinem H. Colbertem. Pravděpodobně byl zástupcem čeledi Herrerasauridae.

## Popis
Byl to poměrně malý teropod (dravý dinosaurus), dosahující délky kolem 2 metrů, výšky asi 80 cm a hmotnosti kolem 23 kilogramů. Podle G. S. Paula byl tento dinosaurus dlouhý asi 2,1 metru a vážil zhruba 12 kilogramů. V současnosti je znám jen jeden exemplář v typovém druhu S. pricei.
Stejně jako další dinosauři známí ze sedimentů geologického souvrství Santa Maria byl i Staurikosaurus jedním z nejstarších známých dinosaurů vůbec (a nejstarším známým dinosaurem s dochovanými částmi kostry). Geologické stáří těchto dinosaurů činí asi 233,2 milionu roků a pocházejí tak z období raného pozdního triasu, kdy se evoluce dinosaurů teprve rozbíhala, a kdy ještě tito později zcela dominantní suchozemští obratlovci nepředstavovali pomyslné vládce suchozemských ekosystémů.

### Česká literatura
- SOCHA, Vladimír (2021). Dinosauři – rekordy a zajímavosti. Nakladatelství Kazda, str. 10.